# Zoran Jeftić
Zoran Jeftić (* 31. Juli 1982 in Varaždin, SFR Jugoslawien) ist ein ehemaliger kroatischer Handballspieler.

## Karriere

### Verein
Zoran Jeftić spielte in Kroatien für den GRK Varaždin und den RK Medveščak Zagreb, bevor er in Spanien bei den Zweitligisten BM Ciudad Encantada und ARS Palma del Río aktiv war. Mit Zagreb nahm der 1,90 m große Kreisläufer am EHF-Pokal 2003/04 und am Europapokal der Pokalsieger 2004/05 teil. Nachdem er die Saison 2009/10 in Varaždin verbracht hatte, wechselte er zu RK Medjimurje, mit dem er am EHF Challenge Cup 2010/11 teilnahm. Jeftić spielte des Weiteren für MRK Vidovec und den slowenischen Verein RK Drava Ptuj.

### Nationalmannschaft
Mit der kroatischen Nationalmannschaft gewann Jeftić bei der Weltmeisterschaft 2005 die Silbermedaille, dabei warf er fünf Tore in vier Spielen.